# Maria Edileuza Fontenele Reis
Maria Edileuza Fontenele Reis GCMRI • GORB • ComSGM (Viçosa do Ceará, 1º de maio de 1954) é uma diplomata brasileira. Atualmente, é embaixadora do Brasil no Reino da Suécia e na República da Letônia.

## Biografia

### Vida pessoal
Nasceu em Viçosa, no Ceará, filha de Luiz Pedro Fontenele e Rita Silva Fontenele. Maria Edileuza é casada com o embaixador aposentado Fernando Guimarães Reis, com quem tem dois filhos.

### Formação Acadêmica
Em 1975, formou-se em Comunicação Social pela Universidade de Brasília. Em 2002, concluiu especialização em Relações Internacionais pelo Centro Studi Diplomatici Strategici, em Roma.

### Carreira Diplomática
Ingressou na carreira diplomática em 1978, no cargo de Terceira Secretária, após ter concluído o Curso de Preparação à Carreira de Diplomata do Instituto Rio Branco. 
Foi inicialmente lotada na Divisão de Atos Internacionais, onde trabalhou de 1978 a 1980. Em seguida, foi assessora do Departamento de Comunicação e Documentação, entre 1980 e 1981, tendo sido promovida a segunda-secretária em 1980. De 1981 a 1985, chefiou o Serviço de Seleção e Aperfeiçoamento do Itamaraty.
Nos anos de 1985 a 1988, precisou se licenciar da carreira, uma vez que seu marido, também diplomata, foi removido para o exterior. À época, a lei do serviço exterior vedava o trabalho de ambos os cônjuges quando no exterior, o que, geralmente, prejudicava a ascensão funcional das mulheres.
Entre 1988 e 1990, trabalhou como assessora no Departamento do Serviço Exterior. No ano de 1989, foi promovida a primeira-secretária. Entre 1990 e 1993, foi subchefe da Divisão Especial de Avaliação Política e de Programas Bilaterais.
Entre 1993 e 1994, realizou missão transitória na Embaixada em São Domingos. Em seu retorno ao Brasil, foi lotada na Subsecretaria-Geral de Planejamento Diplomático, onde exerceu o cargo de assessora nos anos de 1994 e 1995. Deu-se também em 1995 sua promoção ao cargo de conselheira.
Em 1996, foi removida para o Consulado-Geral em Tóquio, na função de cônsul-geral adjunta, tendo permanecido no posto até 2001. Em 1998, defendeu tese no 
Curso de Altos Estudos do Instituto Rio Branco, intitulada “Brasileiros no Japão - o elo humano das relações bilaterais”. Foi, em seguida, cônsul-geral adjunta em Roma, entre os anos de 2001 e 2004. Em 2000, foi promovida a ministra de Segunda Classe.
Ao regressar a Brasília, foi designada coordenadora-geral da Coordenação-Geral de Modernização, função de desempenhou entre os anos de 2004 e 2006. Sua promoção ao cargo de ministra de Primeira Classe, o topo da carreira diplomática no Brasil, ocorreu em 2006. Entre 2006 e 2010, foi diretora do Departamento de Europa e, entre 2010 e 2013, Subsecretária-Geral Política II - cargo de elevado prestígio na hierarquia do Itamaraty.
Em 2014, realizou missão transitória na Embaixada do Brasil em Luanda e, posteriormente, assumiu o cargo de Cônsul-Geral em Paris. Em 2017, foi designada chefe da Delegação Permanente do Brasil junto à UNESCO e, no ano de 2019, foi removida à Sofia, onde exerceu o cargo de embaixadora do Brasil junto à República da Bulgária e da Macedônia do Norte. Posteriormente, foi aprovada em 2023 para chefiar a embaixada do Brasil em Estocolmo, onde atualmente exerce cargo de embaixadora do Brasil no Reino da Suécia e, cumulativamente, na República da Letônia.

## Condecorações[3]
- Orden del Merito de Mayo, Argentina, Oficial (1979)
- Ordem de Rio Branco, Brasil, Grande-Oficial (2005)[6][a]
- Ordem do Mérito, França, Grande-Oficial (2006)
- Ordem de Dannebrog, Commandeur de Premier Grade, Dinamarca (2007)
- Ordem de Orange-Nassau, Grande Oficial, Países Baixos (2008)
- Medalha de Honra ao Mérito do Centenário da Imigração Japonesa para o Brasil (2008)
- Ordem ao Mérito da República Italiana, Grã-Cruz (2008)
- Ordem de São Gregório Magno, Comendadora, Santa Sé (2009)
- Ordem do Mérito Aeronáutico, Brasil, Grande-Oficial (2010)[8]
- Medalha do Pacificador, Brasil (2011)[9]
- Ordem do Mérito Naval, Brasil, Grande-Oficial (2012)
- Ordem do Mérito da Defesa, Brasil, Grande-Oficial (2013)